# 江戸名所道戯尽
- 江戸名所道戯尽
- 江戸名所道外尽
- 江戸名所道化尽

『江戸名所道戯尽』（えどめいしょどうげづくし）は、歌川広重の門人である江戸時代後期の浮世絵師、歌川広景によって制作された戯画浮世絵である。安政6年（1859年）から文久元年（1861年）にかけて刊行された全50点からなる大判錦絵で、江戸に散らばる名所各地を舞台として、そこに生きる住人の姿をユーモラスに描いている。広景は広重の弟子であったこと以外はほとんど知られていない浮世絵師であり、本作の50点を含めて65点の作品しか現存が確認がされていない。
なお、作品内に表記される画題のうち「どうけ」部分に差異があるため、表記ゆれが発生しているが、本記事では作品点数の多い『江戸名所道戯尽』で表記する。

## 制作背景と制作者について
『江戸名所道戯尽』は安政6年（1859年）正月に版元辻岡屋文助（金松堂）から毎月数点ずつ刊行された作品であるが、制作者である歌川広景について判っていることはほとんど無い。1931年（昭和6年）に刊行された浮世絵研究者井上和雄の『浮世絵師伝』に「廣景【畫系】初代廣重門人【作畫期】安政－慶應　歌川を稱す、「江戸名所道戯畫」あり。」と記されているのを根拠として歌川広重の門人であるとされているが、江戸時代に刊行された文献に明確な記載は残されていない。
発表した作品には「広景」または「一葉斎」という画号が用いられており、本作より前に刊行された作品が見つかっていないことから、『江戸名所道戯尽』が広景のデビュー作品とされている。『江戸名所道戯尽』を刊行する傍ら、『青物魚軍勢大合戦之図』や歌川国貞と合作した『東都冨士三十六景』などを手掛けたが、文久元年（1861年）8月に『江戸名所道戯尽』の「浅草歳の市」を刊行して以降は絵師としての足跡は確認できなくなっている。大正期の風俗研究者であった朝倉無声は、広景作の作品が遺存している事実から、広景自身は巧みに姿を晦まし、天寿を全うしたのではないかと考察している。画風や画号が似ている明治期の浮世絵師昇斎一景が広景ではないかという説もある。
太田記念美術館で学芸員を務める浮世絵研究者の日野原健司は、江戸時代に情報屋として活動していた須藤由蔵が残した『藤岡屋日記』内に文久3年（1863年）11月20日の出来事として皇国有志連を名乗る一団が広景を捜索する貼り紙を出していたという情報に着目し、時勢を題材とした『青物魚軍勢大合戦之図』を制作したことで尊王攘夷派からお尋ね者のような扱いを受けたことで活動が出来ない状況に置かれたのではないかと推察している。
また、『江戸名所道戯尽』が広景のデビュー作品であるとしたが、何故名も知られていない絵師が五十作にも及ぶ大作を刊行するに至ったのかについて、日野は版元の意向が強く働いていたのではないかと指摘している。当時の江戸では歌川広重の『名所江戸百景』が大いに流行し、これを手掛ける版元魚屋栄吉が隆盛を極めていた。広景の『江戸名所道戯尽』は広重の『名所江戸百景』刊行が終わった三か月後より始まっており、日野はこの人気に乗じて一山当てようと企てた辻岡屋から、意図的に類似した作品を作るよう依頼されて制作したのではないかと推察している。

## 特徴
| 左：署名部分（左が歌川広重、右が歌川広景）右：画題部分（左が歌川広重、右が歌川広景）歌川広重『名所江戸百景』「大はしあたけの夕立」歌川広景『江戸名所道戯尽』「両国の夕立」    |  | 左：署名部分（左が歌川広重、右が歌川広景）右：画題部分（左が歌川広重、右が歌川広景）歌川広重『名所江戸百景』「大はしあたけの夕立」歌川広景『江戸名所道戯尽』「両国の夕立」 |
| 左：署名部分（左が歌川広重、右が歌川広景） 右：画題部分（左が歌川広重、右が歌川広景） 歌川広重『名所江戸百景』「大はしあたけの夕立」 歌川広景『江戸名所道戯尽』「両国の夕立」 |  | |

本作は江戸の各名所を選定し、それを背景に戯画のユーモラスさを融合させた、他にあまり作例の無い浮世絵作品となっている。描写される人物は感情豊かに表現されており、喜怒哀楽が表情を通して観覧者にダイレクトに伝わるものとなっている一方、その動きは大げさに激しく描かれている。他方、背景となっている風景描写は正確でそつが無く、名所の持つ特色を着実に捉えているほか、空間の広がりも適切に描き出されている。
また、歌川広重や葛飾北斎の作品からの引用がかなりの割合で認められる点も特徴のひとつとなっており、特に署名部分や画題部分の配色や構成、作品を縦長に作成して枠で囲む様式などは、意図的に広重の『名所江戸百景』を踏襲している。人物描写については北斎の『北斎漫画』十二編や『富嶽百景』三編に強く影響を受けており、これらの作品から拝借した人物を見つけることができる。引用が認められる『北斎漫画』や『富嶽百景』が限定されている点について日野は、版元が制作を急がせるために参考情報としてこれらの絵手本を渡したのではないかと推察している。

## 作品
| 左：『名所江戸百景』目録、右『江戸名所道戯尽』目録 |  | 左：『名所江戸百景』目録、右『江戸名所道戯尽』目録 |
| 左：『名所江戸百景』目録、右『江戸名所道戯尽』目録 |  |                                                    |

『江戸名所道戯尽』の各作品には画題に番号が付与されており、毎月数点ずつ刊行された。ただし、刊行は番号順ではなく、改印欄に表記された月であると思われ、どのような意図で番号を付与したかについては判っていない。また、「五拾番続」として広重の『名所江戸百景』と類似した全作品の目録が刊行されているが、番号と地域名のみが記載されているため、実際の画題とは表記が異なる。例えば壱番は画題では「日本橋の朝市」となっているが、目録では「日本橋」となっている。なお、二十九「筋違御門うち」と三十四「虎の御門外の景」は目録では逆転表記されている。
| 番号   | 画題                 | 画像 | 改印           | 彫師   | 影響を受けた作品                                                                                    |
| ------ | -------------------- | ---- | -------------- | ------ | --------------------------------------------------------------------------------------------------- |
| 壱     | 日本橋の朝市         |      | 安政六年五月   | 彫安   | |
| 二     | 両国の夕立           |      | 安政六年正月   | なし   | - 歌川広重『名所江戸百景』 「大はしあたけの夕立」                                                   |
| 三     | 浅草反甫の奇怪       |      | 安政六年五月   | なし   | |
| 四     | 御茶の水の釣人       |      | 安政六年正月   | なし   | - 歌川広重『東都名所』 「御茶之水之図」 - 葛飾北斎『北斎漫画』 十二編「釣の名人」                   |
| 五     | 飛鳥山の花見         |      | 安政六年五月   | 彫工兼 | |
| 六     | 不忍池               |      | 安政六年三月   | 彫工兼 | - 葛飾北斎『北斎漫画』 十二編「泥田棒」                                                             |
| 七     | 新シ橋の大風         |      | 安政六年五月   | 彫工兼 | - 葛飾北斎『北斎漫画』 十二編「風」                                                                 |
| 八     | 隅田堤の弥生         |      | 安政六年五月   | 彫工兼 | |
| 九     | 湯嶋天神の台         |      | 安政六年五月   | なし   | - 歌川広重『名所江戸百景』 「湯しま天神坂上眺望」                                                   |
| 十     | 外神田佐久間町       |      | 安政六年六月   | なし   | |
| 十一   | 下谷御成道           |      | 安政六年六月   | 彫工兼 | |
| 十二   | 洲崎の汐干           |      | 安政六年六月   | なし   | |
| 十三   | 鎧のわたし七夕祭     |      | 安政六年五月   | なし   | - 歌川広重『江都勝景』 「よろゐの渡し」                                                             |
| 十四   | 芝赤羽はしの雪中     |      | 安政六年六月   | 彫工兼 | |
| 十五   | 霞が関の眺望         |      | 安政六年五月   | なし   | - 歌川広重『名所江戸百景』 「霞かせき」                                                             |
| 十六   | 王子狐火             |      | 安政六年六月   | なし   | - 歌川広重『名所江戸百景』 「王子装束姿ゑの木大晦日の狐火」                                         |
| 十七   | 通壱丁目祇園会       |      | 安政六年六月   | 彫工兼 | |
| 十八   | 浅草堀田原夜景       |      | 万延元年正月   | なし   | |
| 十九   | 大橋の三ツ股         |      | 安政六年七月   | 彫工兼 | |
| 二十   | 道灌山虫聞           |      | 安政六年七月   | なし   | |
| 二十一 | 上野中堂二ツ堂の花見 |      | 安政六年七月   | 彫工兼 | |
| 二十二 | 御蔵前の雪           |      | 安政六年九月   | 彫工兼 | |
| 二十三 | 芝高縄               |      | 安政六年七月   | なし   | |
| 二十四 | 数寄屋かし           |      | 安政六年八月   | なし   | |
| 二十五 | 亀戸太鼓はし         |      | 安政六年九月   | なし   | |
| 二十六 | 五百羅漢さゝゐ堂の景 |      | 安政六年八月   | なし   | - 歌川広重『東都名所』 「五百羅漢寺さゞゐ堂」 - 葛飾北斎『冨嶽三十六景』 「五百らかん寺さゞゐどう」 |
| 二十七 | 芝飯倉通り           |      | 安政六年九月   | なし   | |
| 二十八 | 妻恋こみ坂の景       |      | 安政六年十月   | 彫工兼 | - 葛飾北斎『北斎漫画』 十二編「屎別所」                                                             |
| 二十九 | 筋違御門うち         |      | 安政六年十一月 | なし   | - 葛飾北斎『北斎漫画』 十二編「天眼鏡」                                                             |
| 三十   | 両国米沢町           |      | 安政六年九月   | なし   | |
| 三十一 | 砂村せんき稲荷       |      | 安政六年九月   | なし   | - 葛飾北斎『北斎漫画』 十二編「大嚢」                                                               |
| 三十二 | 上野広小路           |      | 万延元年二月   | なし   | |
| 三十三 | 柳島妙見の景         |      | 万延元年正月   | なし   | |
| 三十四 | 虎の御門外の景       |      | 安政六年十月   | なし   | - 葛飾北斎『諸国瀧廻り』 「東都葵ヶ岡の滝」                                                         |
| 三十五 | 吾嬬の森梅見もとり   |      | 安政六年十一月 | なし   | - 歌川広重『名所江戸百景』 「吾嬬の森連理の梓」                                                     |
| 三十六 | 浅草駒形堂           |      | 安政六年十一月 | なし   | |
| 三十七 | 本所立川辺り景       |      | 安政六年九月   | なし   | - 葛飾北斎『冨嶽三十六景』 「本所立川」                                                             |
| 三十八 | 小石川にしとみ坂の図 |      | 安政六年十二月 | なし   | |
| 三十九 | 深川万年はし         |      | 万延元年二月   | なし   | - 葛飾北斎『富嶽百景』 三編「網裏の不二」                                                           |
| 四十   | 四ツ木通りの引ふね   |      | 文久元年六月   | 彫銑   | |
| 四十一 | 浅草御厩川岸         |      | 万延元年二月   | なし   | - 葛飾北斎『富嶽百景』 三編「足代の不二」                                                           |
| 四十二 | 初音の馬場           |      | 万延元年三月   | なし   | - 歌川広重『名所江戸百景』 「馬場町初音の馬場」                                                     |
| 四十三 | いひ田まち           |      | 安政六年       | なし   | |
| 四十四 | 外桜田柳の井         |      | 万延元年二月   | なし   | |
| 四十五 | 赤坂の景             |      | 万延元年二月   | なし   | |
| 四十六 | 本郷御守殿前         |      | 文久元年八月   | なし   | |
| 四十七 | 青山宮様御門前       |      | 文久元年八月   | なし   | |
| 四十八 | 新よし原えもんさか   |      | 文久元年八月   | なし   | - 歌川広重『江都名所』 「吉原日本堤」                                                               |
| 四十九 | 内藤志ん宿           |      | 文久元年八月   | なし   | - 歌川広重『名所江戸百景』 「四ツ谷内藤新宿」                                                       |
| 五十終 | 浅草歳の市           |      | 安政六年正月   | なし   | - 歌川広重『名所江戸百景』 「浅草金龍山」                                                           |